# Alfred Engelsen
Alfred Bertran Engelsen (født 16. januar 1893 i Bergen, død 13. september 1966 i Tvedestrand) var en norsk gymnast og dykker, som deltog i OL 1912 i Stockholm.
Ved OL 1912 var han med for Norge i holdkonkurrencen i gymnastik i frit system. Nordmændene vandt konkurrencen med 22,85 point, mens Finland på andenpladsen fik 21,85 og Danmark på tredjepladsen 21,25 point.
Desuden deltog han i den kombinerede dykningskonkurrence med hop fra 5 og 10 meter vipperne. Engelsen blev sidst i sit indledende heat med 28,3 point, hvorved han var færdig i konkurrencen.